# Ваш де Карвалью, Мария
Мари́я Ама́лия Ваш де Карва́лью (порт. Maria Amália Vaz de Carvalho; в Португалии в потоке речи имя произносится как Мари́я Ама́лия Важ де Карва́лью; 1 февраля 1847, Лиссабон — 24 марта 1921, Лиссабон) — португальская писательница и поэтесса, педагог, журналистка, эссеист, переводчица

.
Супруга португальского поэта-парнасца Антониу Кандиду Гонсалвеша Крешпу.

## Порядок имён
- Carvalho (D. Maria Amália Vaz de)
- Vaz de Carvalho (D. Maria Amália)[2]
- Carvalho, Maria Amália Vaz de[3]

В биографическом справочнике Portugal от имени писательницы Carvalho (D. Maria Amália Vaz de) указано перенаправление на главную статью Vaz de Carvalho (D. Maria Amália). 
В Указателе имён «Истории португальской литературы» А. Ж. Сарайва и О. Лопеш использовали порядок, при котором на первое место выступала последняя фамилия.

## Биография и творчество
Происходила из семьи славной литературными традициями, одним из предков был Са де Миранда. Особенно известна многочисленными произведениями образовательного характера по обучению женщин и детей. Из них выделяются «Письма невесте» (порт. Cartas a Uma Noiva, 1891), написанных с традиционных позиций. Свой талант проявила в очерках, статьях на политические темы, критических фельетонах, переводных работах. Вошла в литературу в 1867 году с романтической поэмой «Женская весна» (порт. Uma Primavera de Mulher) с предисловием Томаша Рибейру. Критики, в частности Антониу Фелисиану де Каштилью и Жозе Мендеш Леал, благосклонно приветствовали выход произведения. В 1876 году выпустила первую книгу Vozes no Ermo, которую хвалил Герра Жункейру.
Открыла литературный салон, который посещали Каштелу Бранку, Эса де Кейрош, Рамалью Ортиган (Ramalho Ortigão), Герра Жункейру, Антониу Кандиду. Публиковала критические статьи о литературе в периодической прессе, подписываясь псевдонимом Valentina de Lucena. 5 раз в месяц отправляла критические очерки в бразильские газеты. Переводила с французского и английского языков.
В 1882 году была завершена совместная с мужем, Гонсалвешем Крешпу (умер в 1883 году), работа по составлению антологии Contos para os Nossos Filhos для детей. После публикации в 1886 году она была принята в качестве школьного пособия для начального образования.

## Избранные публикации
- 1876 — Vozes no Ermo
- 1886 — Contos para os Nossos Filhos
- 1890 — Crónicas de Valentina
- 1897 — A Arte de Viver na Sociedade
- 1898—1903 — Vida do Duque de Palmela D. Pedro de Sousa e Holstein (3 тома, биография)
- 1905 — As Nossas Filhas
- 1909 — No Meu Cantinho

Критические статьи и заметки в периодике позднее опубликованы в сборниках
- 1877 — Serões no Campo
- 1880 — Arabescos
- 1899 — Em Portugal e no Estrangeiro
- 1902 — Figuras de Ontem e de Hoje

## Звания и награды
- 1912 — принята в члены Лиссабонской академии наук вместе с Каролиной Михаэлис де Вашконселуш. В Португалии эти писательницы стали первыми двумя академиками среди женщин[4]